# Mamelouk
Cet article traite du système mamelouk. Pour l'État mamelouk d'Égypte, voir Sultanat mamelouk d'Égypte.

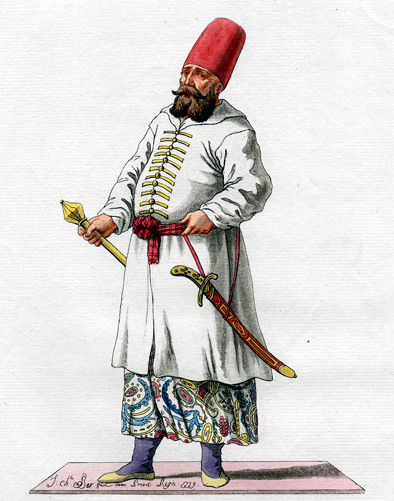
« Mamelouk égyptien en habit ordinaire » (1778).

Les mamelouks (en arabe : مملوك, (singulier) mamlūk, مماليك (pluriel) mamālīk, possédé ; en turc : Memlüklüler) sont les membres d'une milice formée d'esclaves affranchis, d'origine non musulmane, au service de différents souverains musulmans, milice qui a occupé le pouvoir à de nombreuses reprises.

## Origines

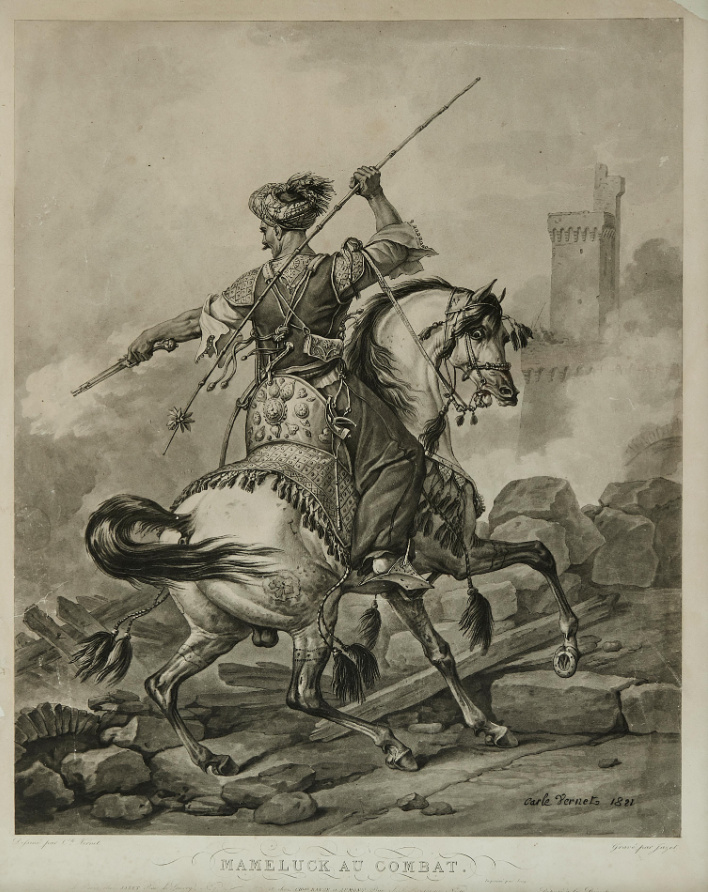
Cavalier mamelouk (dessin de Carle Vernet en 1810).

Au IXe siècle, les premiers mamelouks forment la garde des califes abbassides à Bagdad. Ils sont d'abord recrutés parmi les captifs non musulmans en provenance du Turkestan actuel, du Caucase (Arméniens, Circassiens, Géorgiens, etc.), d'Europe orientale (Slaves orientaux) ou de Russie méridionale (plaines du Kipchak). 
Au départ, la position n'est pas héréditaire. Certains mamelouks parviennent à des positions importantes de commandement militaire. Ils sont ensuite au service de la dynastie ayyoubide.
Les Mamelouks (Kölemens), d'Égypte par des émirs d'origine turque de l'armée ayyoubide et appelés État turc par les historiens de l'époque, peuvent être analysés en deux périodes : les Mamelouks Bahriens (Bahriyye, premiers Mamelouks ; 1250-1382) et les Mamelouks Burjî (Burjiyye, deuxièmes Mamelouks ; 1382-1517). L'État mamelouk présente une structure différente des autres en tant que forme d'administration parmi les États turcs. Mamelouk signifie littéralement « esclave », « chose possédée ». Il porte ce nom parce qu'il s'agit d'un État fondé par des personnes originaires d'Asie centrale, recrutées pour être employées dans l'armée. Le nom de l'État est appelé « al-Dawlet al-Turkiyya » dans la correspondance et les documents officiels. Au cours de l'histoire, c'est le deuxième État turc à utiliser le mot « turc » dans le nom de l'État après les Göktürks et le premier État turc à utiliser le nom Turquie pour la première fois. Tout au long de l'histoire, les États turcs ont été gouvernés de la même manière. Dans ce système, que nous appelons monarchie, l'État est considéré comme la propriété commune de la dynastie régnante. Dans l'Empire ottoman en particulier, c'était la pratique jusqu'à ce que le système de succession soit déterminé par la loi. À la mort du souverain, les hommes de la famille dynastique avaient la possibilité de revendiquer le trône. L'absence d'un système de succession déterminé dans l'administration de l'État était la principale raison des luttes pour le trône. Ce système a perduré de manière générale jusqu'à l'Empire ottoman,,.

## Système mamelouk

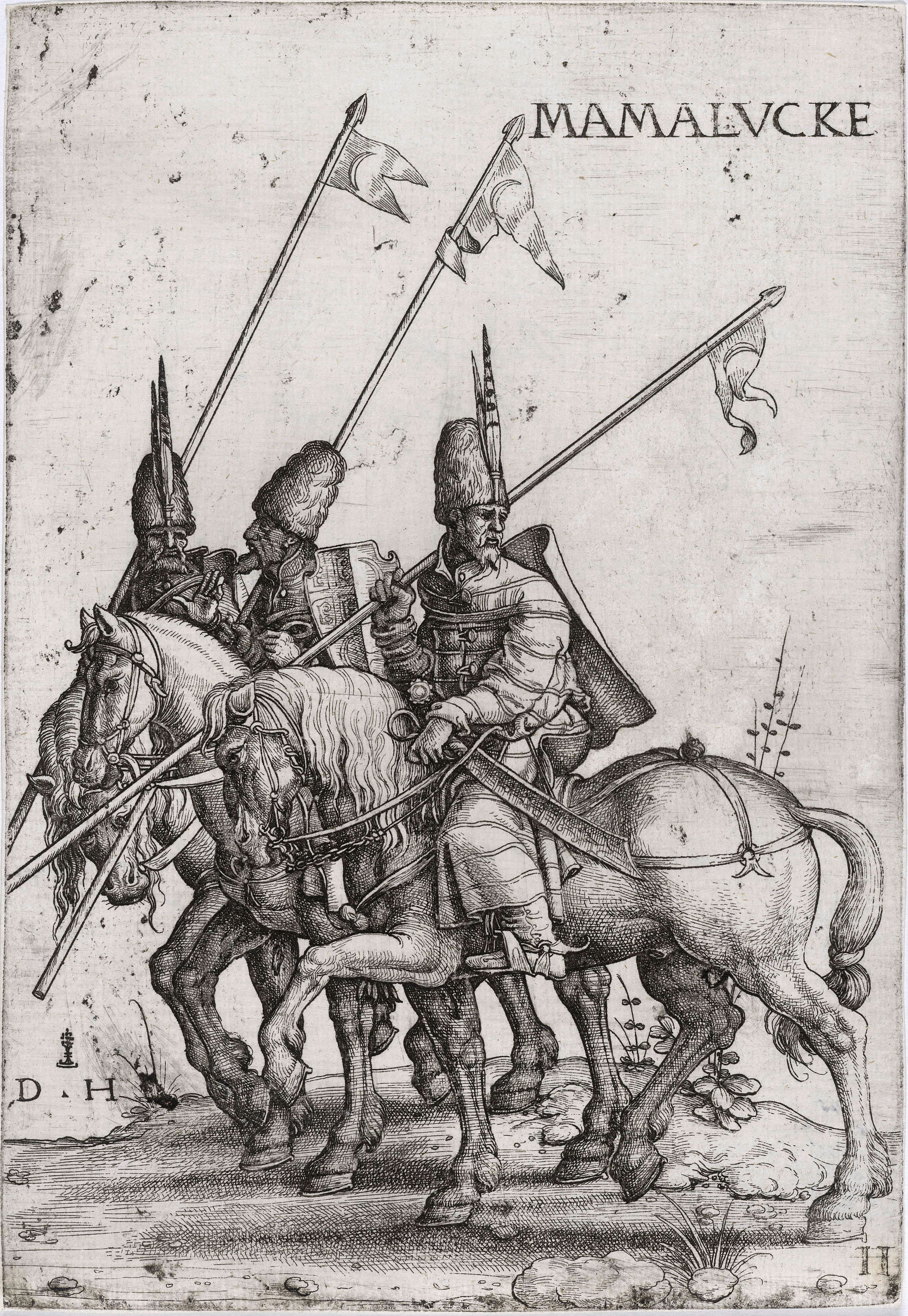
« Trois mamelouks à cheval avec lances » par Hopfer (v. 1526-1536).

Le système mamelouk, tout comme le système janissaire chez les Ottomans, qui permet l'accès aux plus hautes fonctions à des esclaves d'origine chrétienne, est hautement original pour une classe dirigeante. Propre à l’islam, le terme est d'abord employé pour qualifier les soldats recrutés par le calife Al-Mutasim, mais le système perdure du IXe au XIXe siècle.
Les mamelouks sont recrutés parmi des enfants capturés dans des pays non musulmans. Ces enfants sont sélectionnés sur des critères de capacité, d’absence de liens et de résistance. Élevé loin de son pays d’origine, le futur mamelouk reçoit une éducation religieuse musulmane et une formation militaire notamment de cavalerie (furûsiyya).
Arrivé à l'âge adulte, il est affranchi par le sultan ou l'émir (chef militaire) qui lui fournit un équipement et une solde. Il conserve toute sa vie l'esprit de corps ou asabiyya qui caractérise les mamelouks. Chaque mamelouk, en effet, est lié à sa maison, c'est-à-dire à son chef et aux mamelouks qui ont été formés en même temps que lui.
Il est difficile de déterminer le nombre exact de mamelouks transitant chaque année sur les marchés aux esclaves. Le voyageur et marchand vénitien Emmanuel Piloti prétend qu'au XVe siècle, dans la ville du Caire, deux mille personnes étaient vendues chaque année. Bien que ces estimations paraissent excessives au vu des esclaves acquis par le sultan, elles semblent plus crédibles vis-à-vis de la somme générée par l'achat de mamelouks chaque année par le restant des acheteurs, d'autres marchés aux esclaves existant en dehors du Caire, notamment à Alep en Syrie ou encore à Malatya en Anatolie.

## Régimes particuliers

### Mamelouks d'Égypte

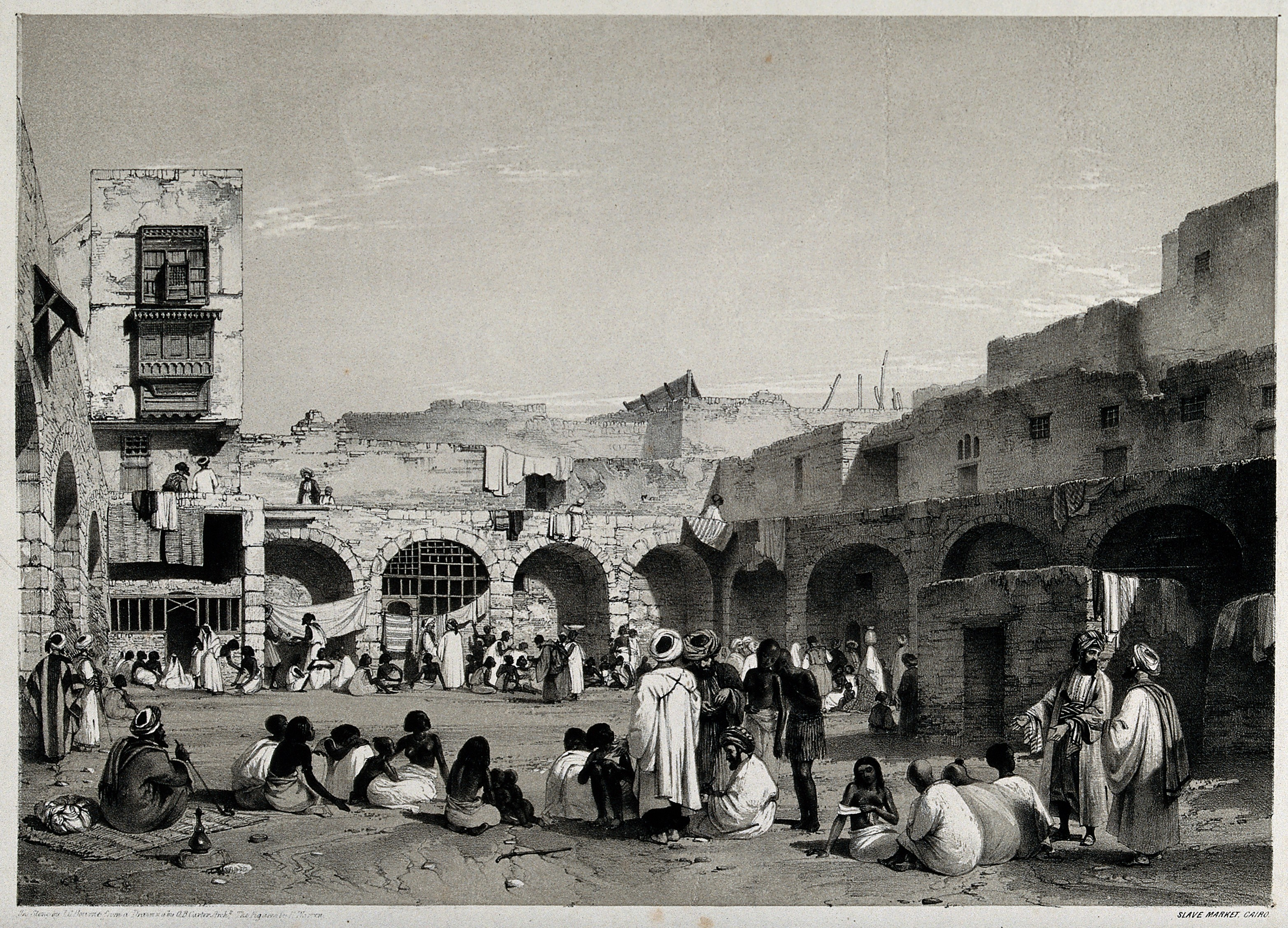
Marché aux esclaves au Caire (v. 1830).

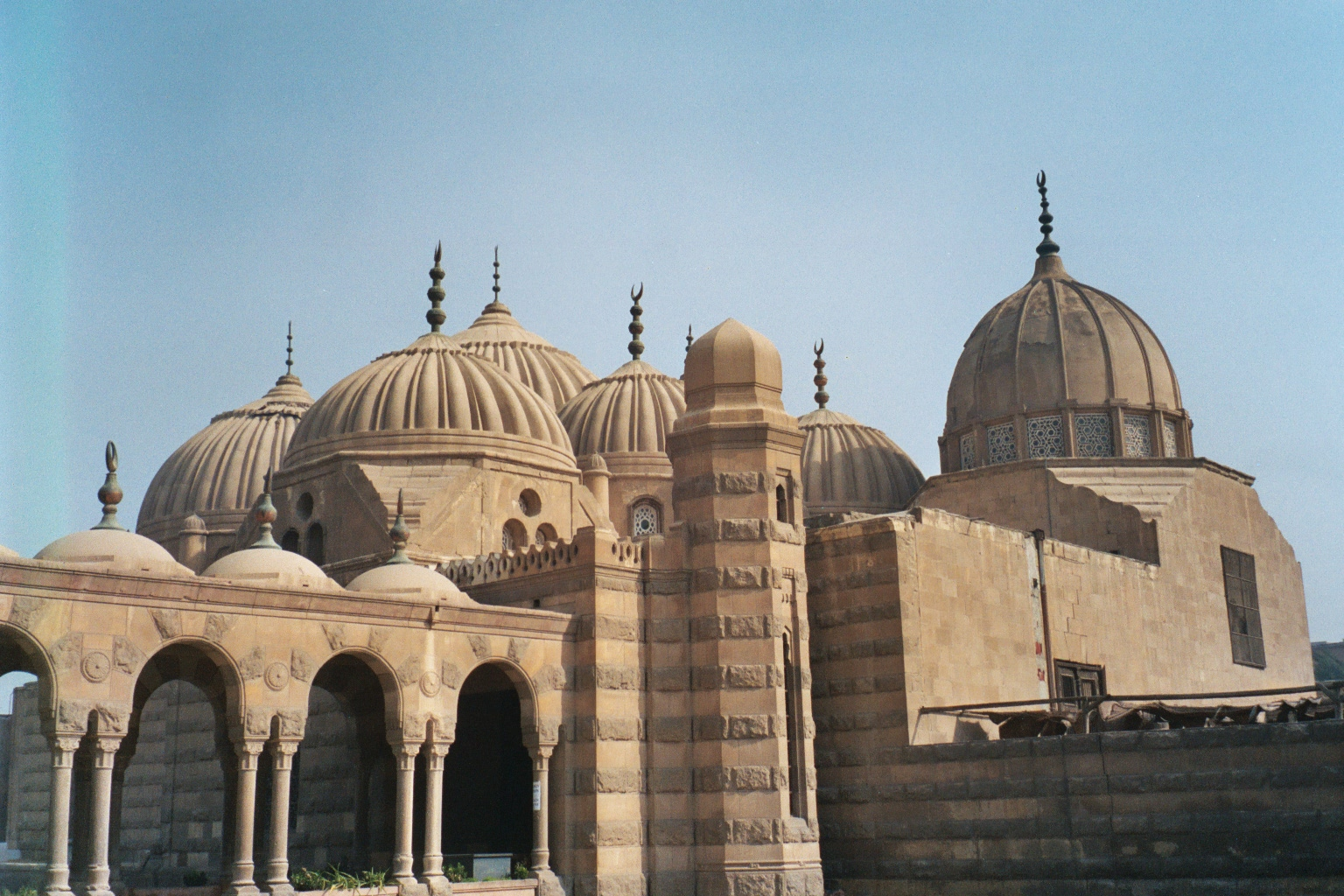
Mausolée des Mamelouks au Caire.

En Égypte, ils sont issus de la garde servile du sultan ayyoubide qu'ils renversent en 1250 à l'occasion de la septième croisade.
L'histoire de cette dynastie non héréditaire se divise en deux lignées, les Baharites (1250-1382) et les Burjites (1382-1517).
Les quarante-neuf sultans de la dynastie mamelouke règnent sur l'État islamique le plus puissant de son époque, qui s'étend sur l'Égypte, la Syrie et la péninsule Arabique de 1250 jusqu’à la prise du pouvoir par les Ottomans sous le règne du sultan Sélim Ier en 1517.
Les mamelouks sont réputés pour leur qualité guerrière. Ils ont notamment arrêté la progression mongole lors de leur victoire à la bataille d'Aïn Djalout en 1260.
Après la conquête ottomane, les mamelouks conservent un rôle important dans la province, jusqu'au massacre de leurs chefs par Méhémet Ali en 1811.

### En France

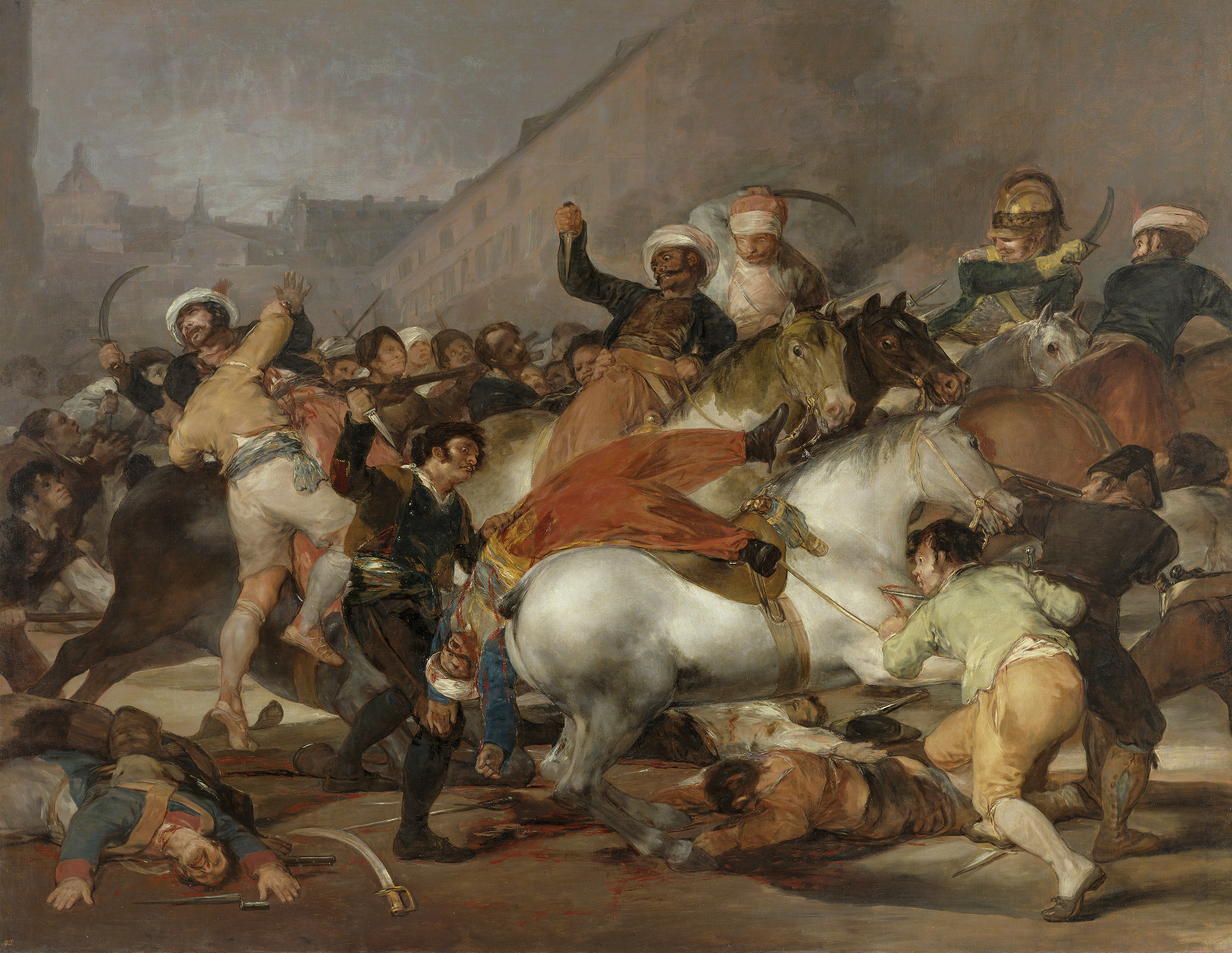
Dans Dos de mayo, Francisco de Goya représente un révolté madrilène s'apprêtant à tuer un mamelouk en le jetant à bas de son cheval.

Pendant la campagne d'Égypte menée par Bonaparte, une partie des mamelouks se rallient à lui et le suivent en France,. En avril 1802, le capitaine Delaitre est chargé de réorganiser l'escadron des mamelouks de la Garde consulaire qu'il dirige jusqu'en 1807. Les mamelouks forment à cette période un escadron de la Garde impériale, qui est par la suite rattaché au régiment des chasseurs à cheval. Le 2 décembre 1805, ils chargent les chevaliers-gardes russes à la bataille d'Austerlitz et capturent de nombreux prisonniers, parmi lesquels se trouve le prince Repnine.
Présents parmi les troupes d'occupation françaises à Madrid au moment de la révolte du 2 mai 1808 au cours de laquelle ils combattent les Madrilènes révoltés, ils sont une cause supplémentaire de la haine des Espagnols contre Napoléon, ceux-ci refusant d'être occupés par des combattants musulmans.
Après la chute du Premier Empire, ils sont dispersés. Les derniers d'entre eux sont assassinés à Marseille pendant la Terreur blanche de 1815. Pendant le Second Empire, on donne le nom de « mamelouks » aux bonapartistes autoritaires.

### Autres entités au sein de l'empire ottoman
Les mamelouks de Bagdad proclament leur indépendance au XVIIIe siècle, et la conservent jusqu'en 1830.
Dans les Régences de Tunis, d'Alger, et celle de Tripoli, aux XVIIIe et XIXe siècles, les mamelouks, qu'ils soient issus de la piraterie en Méditerranée ou des régions caucasiennes, forment un corps militaire fermé autour du souverain.
Que ce soit le bey de Tunis, le dey d'Alger ou le pacha de Tripoli, ils ont souvent recours à leurs services car les mamelouks sont jugés plus aptes et surtout plus sûrs que les populations autochtones. Ils accaparent la haute administration, l'armée et le gouvernement local.

### En Inde
En 1206, Qûtb ud-Dîn Aibak, le commandant des forces mameloukes en Inde, se proclame sultan de Delhi. La dynastie des esclaves demeurera jusqu'en 1290.

### Dans l'émirat de Grenade
La garde royale des émirs nasrides était aux XIVe et XVe siècles constituée d'anciens chrétiens capturés lors de raids en Castille ou achetés à des vendeurs d'esclaves méditerranéens. Ibn Khaldoun les appelle maʻluyun, et Ibn al-Khatib les nomme mamalik.